# Juokelsaiva (Jokkmokks socken, Lappland, 736006-166480)
Juokelsaiva är en sjö i Jokkmokks kommun i Lappland och ingår i Piteälvens huvudavrinningsområde. Juokelsaiva ligger i Udtja Natura 2000-område.